# Association olympique des Bermudes
L'Association olympique des Bermudes (en anglais, Bermuda Olympic Association) est le comité national olympique des Bermudes, fondé en 1935 et reconnu par le CIO en 1936.